# 예수정
예수정(1955년 3월 25일 ~ )은 대한민국의 배우이다.

## 학력
- 고려대학교 독어독문학과 (졸업)
- 고려대학교 대학원 독어독문학과 (졸업)
- 뭔헨 대학교 대학원 연극학과 (졸업)

## 출연작

### 드라마
- 2006년 OCN 오리지널 시리즈 《썸데이》 ... 구미꼬 역
- 2007년 MBC 수목드라마 《궁S》 ... 한 상궁 역
- 2013년 OCN 《특수사건 전담반 TEN 2》 ... 최현정의 어머니 역 (특별출연)
- 2014년 SBS 월화드라마 《신의 선물 - 14일》 ... 박지영 역
- 2014년 JTBC 금토드라마 《하녀들》
- 2015년 SBS 월화드라마 《풍문으로 들었소》 ... 주영과 주환의 어머니 역
- 2015년 MBC 주말 특별기획 《여왕의 꽃》 ... 김옥례 역
- 2015년 MBC 아침드라마 《이브의 사랑》 ... 현미숙 역
- 2016년 KBS2 수목드라마 《공항 가는 길》 ... 고은희 역
- 2016년 KBS2 월화드라마 《뷰티풀 마인드》 ... 계진성네 옆집 할머니 역
- 2016년 JTBC 금토드라마 《이번주, 아내가 바람을 핍니다》 ... 현우의 어머니 역
- 2016년 네이버 TV 웹드라마 《마이 올드 프렌드》 ... 애심 역
- 2017년 SBS 월화드라마 《피고인》 ... 명금자 역
- 2017년 tvN 금토드라마 《비밀의 숲》 ... 박무성의 어머니 역
- 2017년 KBS2 금토드라마 《최강 배달꾼》 ... 정임 역
- 2017년 tvN 수목드라마 《슬기로운 감빵생활》 ... 김제혁의 어머니 역
- 2017년 JTBC 금토드라마 《언터처블》 ... 박영숙 역
- 2018년 tvN 수목드라마 《마더》 ... 글라라 역
- 2018년 KBS2 수목드라마 《슈츠》 ... 조숙희 역
- 2018년 KBS2 수목드라마 《오늘의 탐정》 ... 이다일의 어머니 역
- 2018년 채널A 미니시리즈 《열두밤》 ... 이리 역
- 2018년 tvN 금요드라마 《톱스타 유백이》 ... 깡순 할머니 역
- 2019년 tvN 수목드라마 《검색어를 입력하세요 WWW》 ... 장희은 역
- 2019년 OCN 토일드라마 《모두의 거짓말》
- 2019년 tvN 월화드라마 《블랙독》 ... 윤여화 역
- 2020년 MBC 수목드라마 《더 게임 : 0시를 향하여》 ... 정 여사 역
- 2020년 tvN 월화드라마 《반의 반》 ... 은수정 역
- 2020년 MBC 금요드라마 《시네마틱드라마 SF8 - 간호중》 ... 사비나 역
- 2020년 SBS 월화드라마 《브람스를 좋아하세요?》 ... 나문숙 역
- 2021년 tvN 토일드라마 《마인 : MINE》 ... 엠마 수녀 역
- 2021년 SBS 금토드라마 《원 더 우먼》 ... 김경신 역 (특별출연)
- 2021년 tvN 토일드라마 《지리산》 ... 이금례 역 (특별출연)
- 2021년 KBS1 대하드라마 《태종 이방원》 ... 신의왕후 한씨 역
- 2022년 tvN 월화드라마 《링크 : 먹고 사랑하라, 죽이게》 ... 나춘옥 역
- 2022년 JTBC 수목드라마 《인사이더》 ... 신달수 역
- 2022년 TV조선 토일드라마 《마녀는 살아있다》 ... 오라클 역
- 2022년 MBC 드라마 《멧돼지 사냥》 … 옥순 역
- 2022년 Netflix 드라마 《더 패뷸러스》 … 표지은의 할머니 역
- 2023년 SBS 금토드라마 《악귀》 … 김석란 역
- 2023년 Disney+ 드라마 《최악의 악》 … 윤원길 역
- 2023년 tvN 토일드라마 《마에스트라》 … 배정화 역
- 2024년 KBS2 수목드라마 《개소리》 … 예수정 역
- 2024년 U+모바일tv 오리지널 드라마 《실버벨이 울리면》 … 박수향 역
- 2025년 SBS 금토드라마 《우리 영화》 … 김진여 역

### 영화
- 2001년 《나비》
- 2003년 《지구를 지켜라!》 ... 이영숙 역
- 2004년 《신성일의 행방불명》 ... 이명자 역
- 2006년 《내 청춘에게 고함》 ... segment 근우 - 근우의 어머니 역
- 2007년 《황진이》 ... 진이의 어머니 역
- 2007년 《기담》 ... 원장 역
- 2007년 《궁녀》 ... 대비 역
- 2008년 《잘 알지도 못하면서》 ... 제천 - 여배우의 어머니 역
- 2009년 《그녀들의 방》 ... 유석희 역
- 2009년 《백야행 - 하얀 어둠 속을 걷다》 ... 고모 역
- 2009년 《시크릿》 ... 지연의 어머니 역
- 2011년 《조선명탐정: 각시투구꽃의 비밀》 ... 임좌수의 어머니 역
- 2011년 《의뢰인》 ... 서정아의 어머니 역
- 2012년 《해로》 ... 희정 역
- 2012년 《도둑들》 ... 티파니 역 (천만영화)
- 2013년 《안녕, 투이》 ... 수녀 역
- 2014년 《인간중독》 ... 우진의 어머니 역
- 2014년 《해무》 ... 동식 할머니 역
- 2015년 《공백의 얼굴들》 ... Unk 어머니 역
- 2016년 《보고싶다》 ... 강옥자 역
- 2016년 《우리 연애의 이력》 ... 강경순 역
- 2016년 《비밀은 없다》 ... 신선미 의원 역
- 2016년 《사냥》 ... 중현의 어머니 역
- 2016년 《부산행》 ... 인길 역 (천만영화)
- 2016년 《터널》 ... 노모 역
- 2016년 《죽여주는 여자》 ... 복희 역
- 2017년 《신과함께: 죄와 벌》 ... 고은덕 역 (천만영화)
- 2017년 《The Cage》 ... Nick의 어머니 역
- 2018년 《염력》 ... 정씨누님 역
- 2018년 《허스토리》 ... 박순녀 역
- 2018년 《행복의 나라》 ... 희자 역
- 2018년 《말모이》 ... 조갑윤의 아내 역
- 2019년 《82년생 김지영》... 외할머니 역
- 2020년 《침입자》 ... 윤희 역
- 2020년 《어게인》 ... 한말순 역
- 2020년 《69세》 ... 효정 역
- 2021년 《새해전야》 ... 오월의 어머니 역
- 2021년 《간호중》 ... 사비나 수녀 역
- 2024년 《탈출: 프로젝트 사일런스》 ... 순옥 역
- 2024년 《필사의 추격》 ... 유 회장 역
- 2024년 《하와이 연가》

### 연극
- 1973년 《깨어진 항아리》 (주한 독일문화원 소속 극회 Freie Buehne 공연)
- 1975년 《유령의 집》 (고려대학교 극예술연구회) ... 알빙 부인 역
- 1975년 《만리장성》 (고려대학교 극예술연구회) ...올란 역
- 1976년 《맥베드》 (고려대학교 극예술연구회) ... 멕베드 부인 역
- 1976년 《유리동물원》 (고려대학교 극예술연구회)
- 1977년 《어디서 무엇이 되어 다시 만나랴》 (고려대학교 극예술연구회)
- 1978년 《포포왕자와 피피공주》 (극단 우리극장, 연출 고금석) ... 가정교사 역
- 1979년 《고독이라는 이름의 여인》 (극단 뿌리, 연출 한태숙) ... 솔리튀드 역
- 1980년 《봄이 오면 산에 들에》 (극단 동랑레파토리, 연출 유덕형) ... 달래 역
- 1981년 《겹괴기담》 (극단 동랑레파토리, 연출 유덕형)
- 1983년 《당통의 죽음》 (극단 한울, 연출 김창화)
- 1983년 《역사의 강》 (극단 한울, 연출 김창화)
- 1989년 《영혼의 분열》 (극단 뮌헨 운터 뎀 바움)
- 1991년 《감마선은 달무늬진 금잔화에 어떤 영향을 미쳤는가?》 (극단 성심 원어극 공연)
- 1992년 《자유를 위한 마지막 보고서》 (극단 제작극회, 연출 이완호)
- 1993년 《동승》 (극단 신협, 연출)
- 1993년 《빛보라》 (숭의여고 창립 90주년 기념행사 특별공연 연출)
- 1993년 《어떤 부자의 죽음》 (극단 예소리의 장애자를 돕기 위한 자선공연 연출)
- 1995년 《리어왕》 (고려대학교 개교 90주년 기념공연, 극작술 연구)
- 1996년 《위기의 여자》 (극단 산울림, 연출 임영웅) ... 딸, 친구, 의사 역
- 1996년 《세종 32년》 (극단 물리, 연출 한태숙) ... 세종비 역
- 1997년 《세일즈맨의 죽음》 (극단 신협, 연출 이종환)
- 1997년 《아버지》 (서울시립극단, 연출 표재순) ... 영신 역
- 1998년 《메카로 가는 길》 (극단 독립극장, 연출 박철완) ... 엘사 역
- 1999년 《오레스테스 3부작》 (극단 독립극장, 연출 송선호)
- 1999년 《나운규》 (극단 물리, 연출 한태숙) ... 조정옥 역
- 1999년 《메디아 왈츠》 (극단 표현과 상상, 연출 손정우)
- 2000년 《바다의 여인》 (연출 로버트 윌슨)
- 2001년 《오이디푸스 렉스》 (연출 장윤경) ... 볼레테 왕겔 역
- 2001년 《병사의 이야기》 (두물워크숍, 연출)
- 2002년 《밤으로의 긴 여로》 (극단 독립극장, 연출 최범순) ... 메리 역
- 2003년 《19 그리고 80》 (극단 자유 분도예술기획, 연출 장두이)
- 2003년 《고곤의 선물》 (극단 실험극장, 연출 성준현)
- 2003년 《바다와 양산》 (극단 유랑선, 연출 송선호) ... 김정숙 역
- 2004년 《벚꽃동산》 (극단 애플씨어터, 연출 전훈) ... 라네프스까야 역
- 2004년 《허난설헌》 (연출 장윤경)
- 2004년 《바다와 양산》 (극단 유랑선, 연출 송선호) ... 김정숙 역
- 2005년 《그린 벤치》 (극단 백수광부, 연출 이성열) ... 타이꼬 역
- 2005년 《손님》 (극단 공연제작센터, 연출 윤광진)
- 2005년 《늙은 부부 이야기》 (극단 유랑선, 연출 위성신) ... 이점순 역
- 2006년 《그린 벤치》 (극단 백수광부, 연출 이성열) ... 타이꼬 역
- 2006년 《가을날의 꿈》 (극단 유랑선, 연출 송선호)
- 2007년 《다우트》 (극단 작은신화, 연출 최용훈) ... 엘로이셔스 원장수녀 역
- 2007년 《바다와 양산》 (극단 유랑선, 연출 송선호) ... 김정숙 역
- 2007년 《신의 아그네스》 (연출 윤광진) ... 미리암 원장수녀 역
- 2008년 《잘자요 엄마》 (연극열전 제작, 연출 문삼화) ... 델마 역
- 2009년 《풍금소리》 (극단 공연제작센터, 연출 윤광진) ... 이길례 역
- 2009년 《엄마, 여행갈래요?》 (엠뮤지컬컴퍼니 제작, 연출 류장하) ... 권순희 역
- 2010년 《기묘여행》 (극단 산수유, 연출 류주연) ... 피해자 어머니 역
- 2010년 《잠 못 드는 밤은 없다》 (두산아트센터 제작, 연출 박근형) ... 이쿠코 역
- 2010년 《메카로 가는 길》 (극단 유랑선, 연출 송선호) ... 헬렌 역
- 2011년 《잠 못 드는 밤은 없다》 (두산아트센터 제작, 연출 박근형) ... 이쿠코 역
- 2012년 《과부들》 (극단 백수광부, 연출 이성열) ... 쏘피아 푸엔떼스 역
- 2012년 《몰리 스위니》 (극단 유랑선, 연출 송선호) ... 몰리 역
- 2012년 《밤으로의 긴 여로》 (국립극단, 연출 쿠리야마 타미야) ... 메리 역
- 2014년 《과부들》 (극단 백수광부, 연출 이성열) ... 쏘피아 푸엔떼스 역
- 2014년 《나는 너다》 (연출 윤석화) ... 조마리아 역
- 2015년 《벚꽃동산》 (고려대학교 개교 110주년 기념공연, 연출 이곤) ... 라네프스까야 역
- 2015년 《하나코》 (극단 물리, 연출 한태숙) ... 한분이(하나코) 역
- 2016년 《세일즈맨의 죽음》 (예술의 전당 SAC CUBE, 연출 한태숙) ... 린다 로먼 역
- 2017년 《하나코》 (극단 물리, 연출 한태숙) ... 한분이(하나코) 역
- 2017년 《세일즈맨의 죽음》 (예술의 전당 SAC CUBE, 연출 한태숙) ... 린다 로먼 역
- 2018년 《엘렉트라》 (LG아트센터 제작, 연출 한태숙) ... 코러스-디아나 역
- 2019년 《앙상블》 (극단 산울림, 연출 심재찬) ... 이자벨라 역
- 2019년 《메리 제인》 (극단 맨씨어터, 연출 우현주) ... 루디, 텐케이 역
- 2020년 《화전가》 (국립극단, 연출 이성열) ... 김씨 역
- 2021년 《파묻힌 아이》 (경기도극단, 연출 한태숙) ... 핼리 역

### 교양 및 예능 방송
- 2008년 KBS 《낭독의 발견》
- 2018년 MBC 《MBC 다큐프라임》 330회 : 나의 언어, 수어 ... 내레이션
- 2019년 JTBC 《방구석 1열》 68회 : 광복절 특집

## 수상
- 2004년 제5회 김동훈연극상
- 2005년 제41회 동아연극상 여자연기상
- 2005년 제26회 서울연극제 연기상
- 2005년 제10회 히서 연극상
- 2005년 서울연극제 연기상 수상
- 2006년 제1회 한국여성연극인상 연기상
- 2012년 제32회 올해의 최우수예술가 연극부문 수상
- 2017년 제27회 이해랑연극상
- 2018년 제22회 부천국제판타스틱영화제 여우주연상
- 2018년 제2회 더 서울어워즈 영화부문 여우조연상
- 2021년 제21회 올해의 여성영화인상 연기상
- 2022년 MBC 연기대상 여자 조연상